# Spielbank Wiesbaden

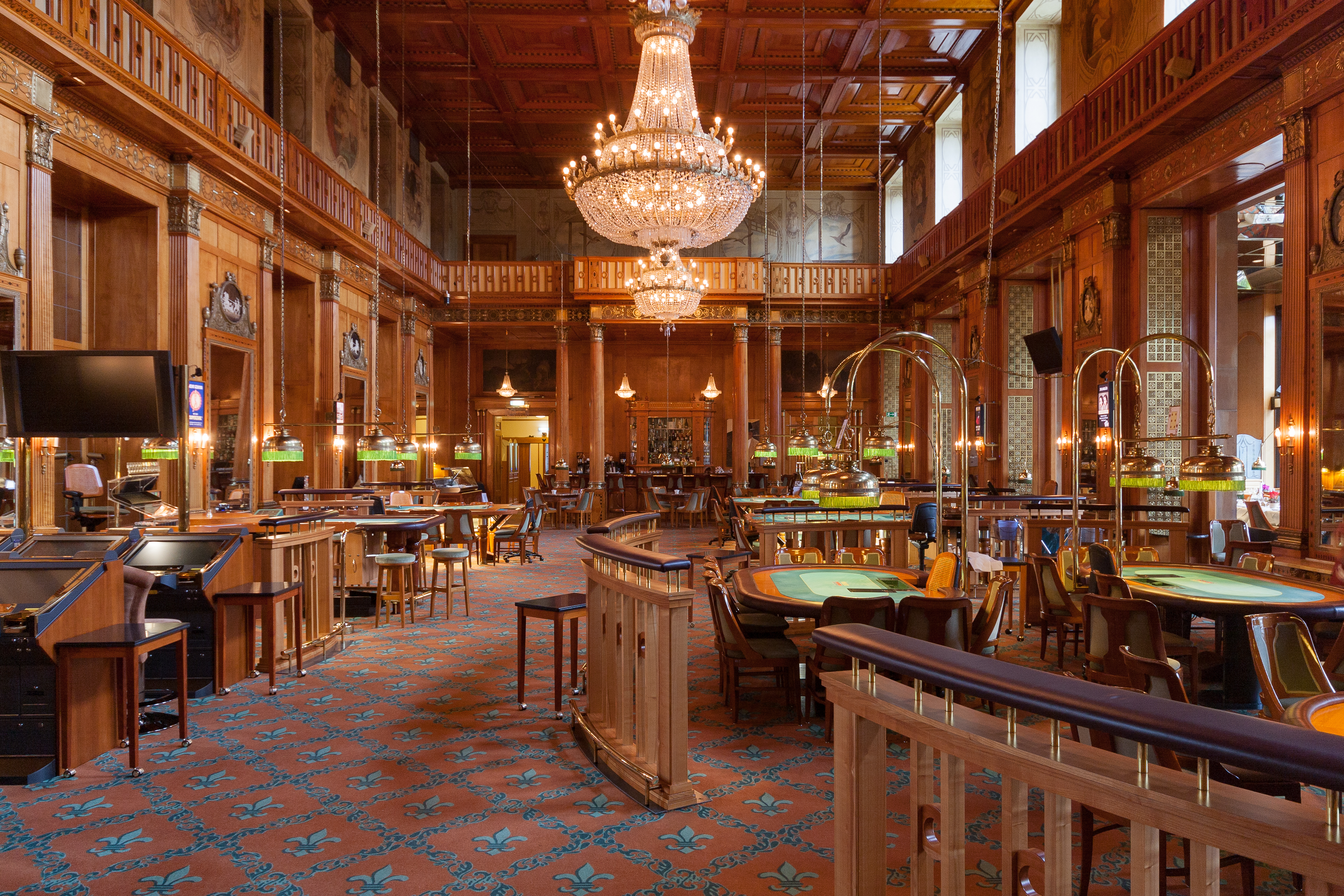
Das Große Spiel der Spielbank Wiesbaden im Weinsaal des Kurhauses Wiesbaden

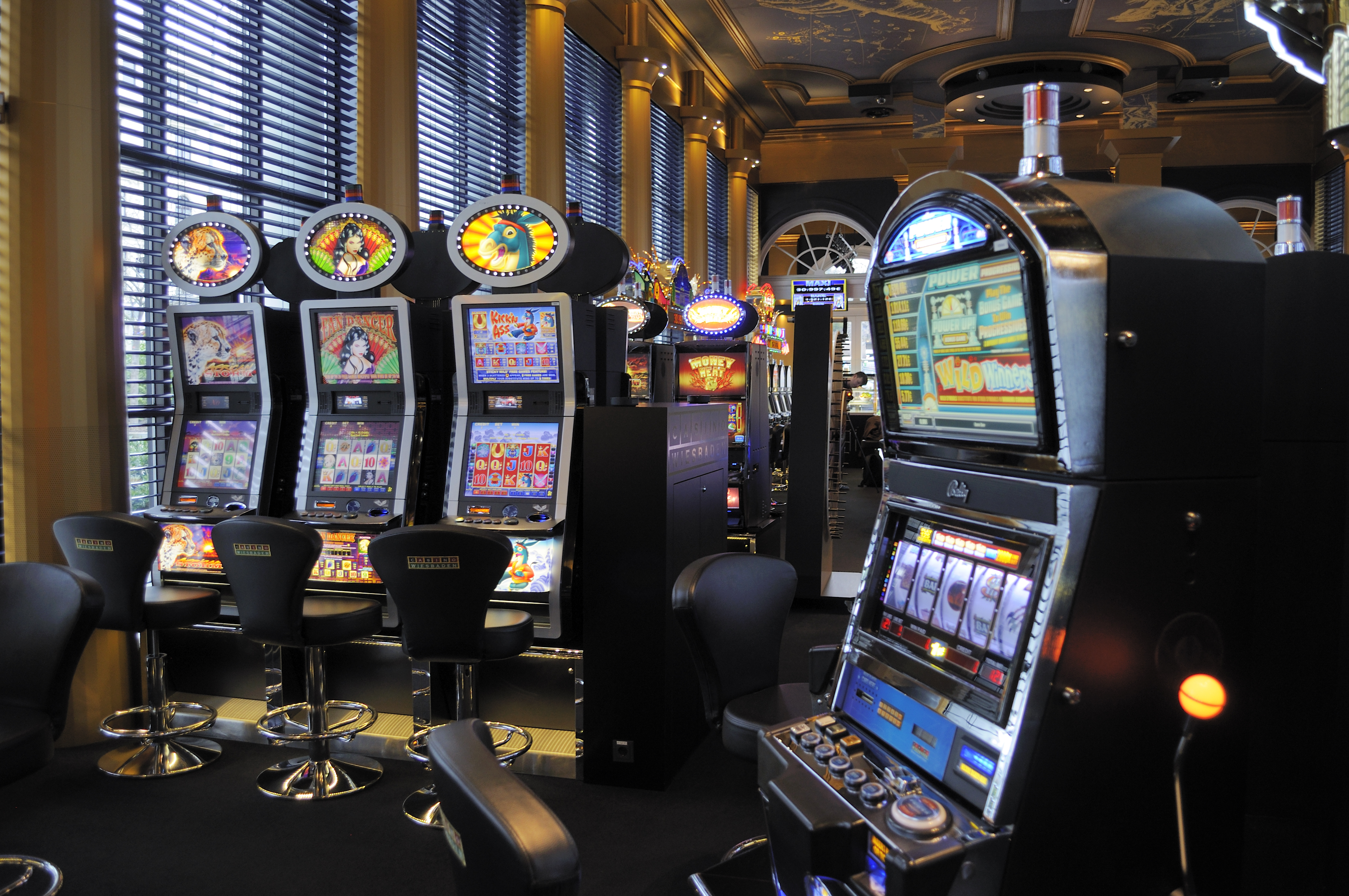
Das Kleine Spiel der Spielbank Wiesbaden

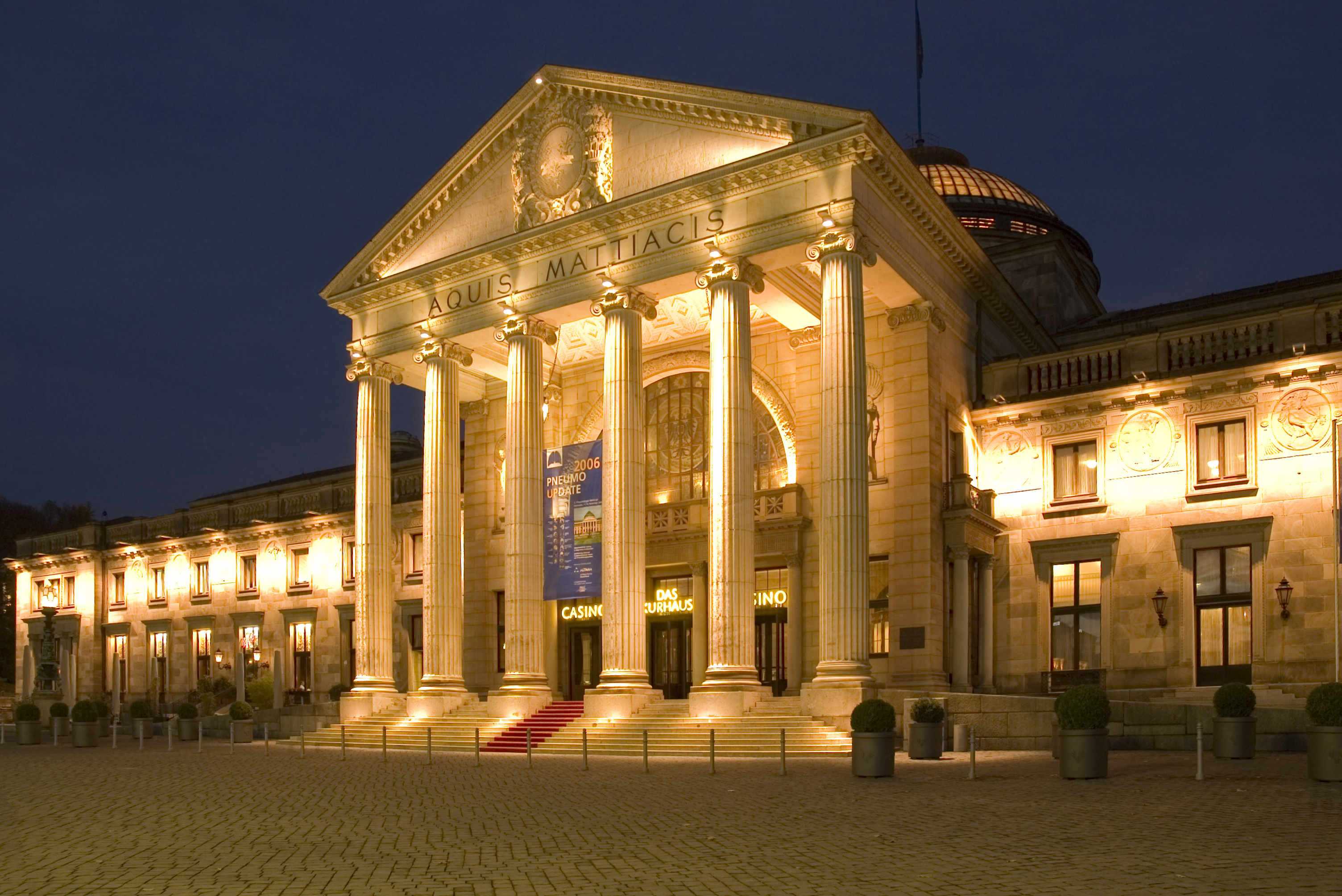
Portikus des Kurhauses in Wiesbaden

Die Spielbank Wiesbaden gehört zu den bekanntesten und traditionsreichsten Spielbanken in Deutschland.

## Geschichte

Knut Ekvall: Ein Spielsaal im Curhause zu Wiesbaden, 1871, Holzstich, Privatsammlung Wiesbaden

### Bis 1872
Fürst Carl von Nassau-Usingen erteilte am 31. Januar/14. Februar 1771 ein Privileg für das Glücksspiel in Wiesbaden, nachdem das zwei Jahre zuvor eingeführte Lotto schon nach einem Jahr wieder eingestellt worden war. Gespielt wurde damals noch in Wirtshäusern.
Schon elf Jahre später wurde das Roulette eingeführt, 1810 wurde die Spielbank in das neu errichtete Alte Kurhaus verlegt. In Nassau wurde, unter Verschärfung des Glücksspielverbots außerhalb privilegierter Kurorte, das Residenzverbot eingeführt, d. h. Untertanen und Beamten war das Spiel verboten.
Als per Verbotsgesetz 1831 zu Neujahr 1838 in Frankreich Spielbanken geschlossen worden waren, suchten deren Pächter neue Wirkungsstätten. Antoine Chabert, bisher schon Konzessionär in Baden-Baden erwarb schon am 14. Februar 1834 das Glücksspielmonopol im Herzogtum Nassau, mit den Spielbanken Bad Ems, Wiesbaden, Schlangenbad und Schwalbach. Der Wiesbadener Betrieb lief glänzend, nicht nur für die Stadt, sondern auch für den Pächter, der diesen am 5. Oktober 1847 an Anton Gutz abtrat und mit 7 Millionen Franc fortzog.
1872 wurden durch ein Reichsgesetz die Spielcasinos im Deutschen Reich geschlossen.

### Seit 1946
Bereits 1946 erteilten die US-Besatzer eine Erlaubnis zum Spielbetrieb, Widerstände der hessischen Landesregierung verhinderten jedoch bis Ende 1948 dessen Beginn. Zugleich gab es langwierige Streitereien um die Konzession für das große Spiel. Schließlich setzte sich die Gruppe um den Offenbacher Lederfabrikanten Dr. Julius Steinmann und den einschlägig wegen verbotenen Glücksspiels im Ausland vorbestraften Rumänen mexikanischer Staatsangehörigkeit Carol Nachmann (1897–1993) durch.

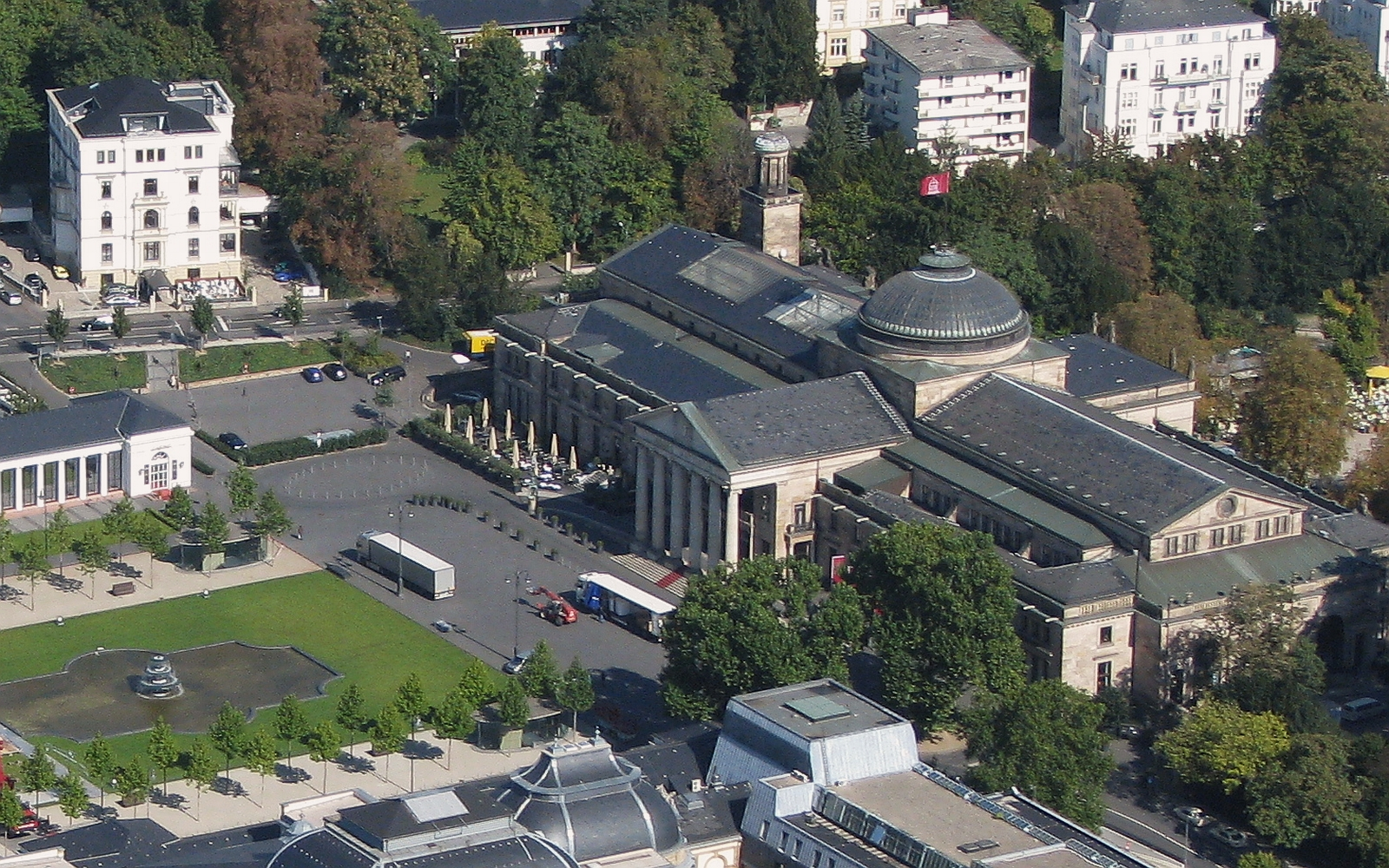
Spielbank mit dem Großen Spiel im Kurhaus (rechts) und dem Kleinen Spiel in den Kurhauskolonnaden (links)

Das Wiesbadener große Spiel begann dann erst wieder nach dem Zweiten Weltkrieg am 29. Oktober 1949, zunächst im Foyer des Hessischen Staatstheaters, seit 1948 gab es das „Geschicklichkeitsspiel“ Okulus. Sechs Jahre später, am 3. November 1955, konnte das Spielkasino unter Direktor Edgar Neuland wieder an seinem traditionellen Standort im Nordflügel des Kurhauses eröffnen, das bis dato von den US-Truppen genutzt wurde. Das kleine Spiel begann am 25. August 1956 im vormaligen Restaurant.
Die anstehende Konzessionsverlängerung führte dazu, dass die Neuland KG als Pächter auftrat. Nachmann blieb weiterhin führend beteiligt. Verlängerungen erfolgen im Fünf-Jahres-Turnus. Im Oktober 1980 kam es zum Bieterkampf. Auf der einen Seite stand die „Ehe“ der bisherigen Betreiber mit der Firma des Hotelkettenbetreibers Egon Steigenbergers (der auch Baden-Baden betrieb) sowie eine Gruppe um den Frankfurter Immobilien- und Schmuckhändler Ignatz Bubis. Andererseits bot der Journalist Botho Jung mit seinen Geldgebern und dem Münchner Gastronomen Gerd Käfer. Wohl nicht ganz ohne Mauscheleien gewannen die ersteren erneut die Konzession, federführend war allerdings nun Steigenberger.
Die Leitung des Tagesgeschäfts als Spielbank-Chef übernahm am 30. April 1982, als umfangreiche Sanierungsarbeiten liefen, der vormalige Saalchef Joachim Kockel. Direktor wurde Fritz Lederer. In der Brunnenkolonnade eröffnete der Automatensaal, die „Goldene 13.“ Die seit 1982 originalgetreu renovierten Spielsäle wurden am 4. Mai 1984 offiziell eröffnet. Seit der Restaurierung des Kurhauses befindet sich die Spielbank (Großes Spiel) in dessen ehemaligem Weinsaal. Dieser neoklassizistische Saal mit seinen Wand- und Deckentäfelungen aus Kirschbaumholz und den ausladenden Kristalllüstern bietet der Spielbank eine festliche Atmosphäre. Auch 1986 – in diesem Jahre wurde zum 1. März das Residenzverbot von 1771 aufgehoben – blieb die Konzession in Händen der Gruppe um Nachmann-Steigenberger-Bubis, obwohl es vier Gegenkandidaten gegeben hatte, darunter wiederum Käfer. Als geschäftsführender Direktor wurde Horst Weißengruber († 11. Jan. 2010) aus Reichenhall angeworben. Der Bruttospielertrag stieg von zwanzig Millionen 1981 auf 26 Millionen DM 1988. „Amerikanisches Roulette“ nahm man im März 1989 ins Angebot.
Bei der nächsten Konzessionsverlängerung kam ab Januar 1991 die Gruppe Achterfeld & Jahr um den Hamburger Spielbankprofi Wilfried Achterfeld mit John Jahr sowie Gerd Käfer zum Zuge. Als Geschäftsführungsgesellschaft wurde die Spielbank Wiesbaden GmbH & Co. gegründet, zu deren Chef Klaus Gülker bestellt wurde. Ihm stand als technischer Leiter Gerhard Schmulder zur Seite.

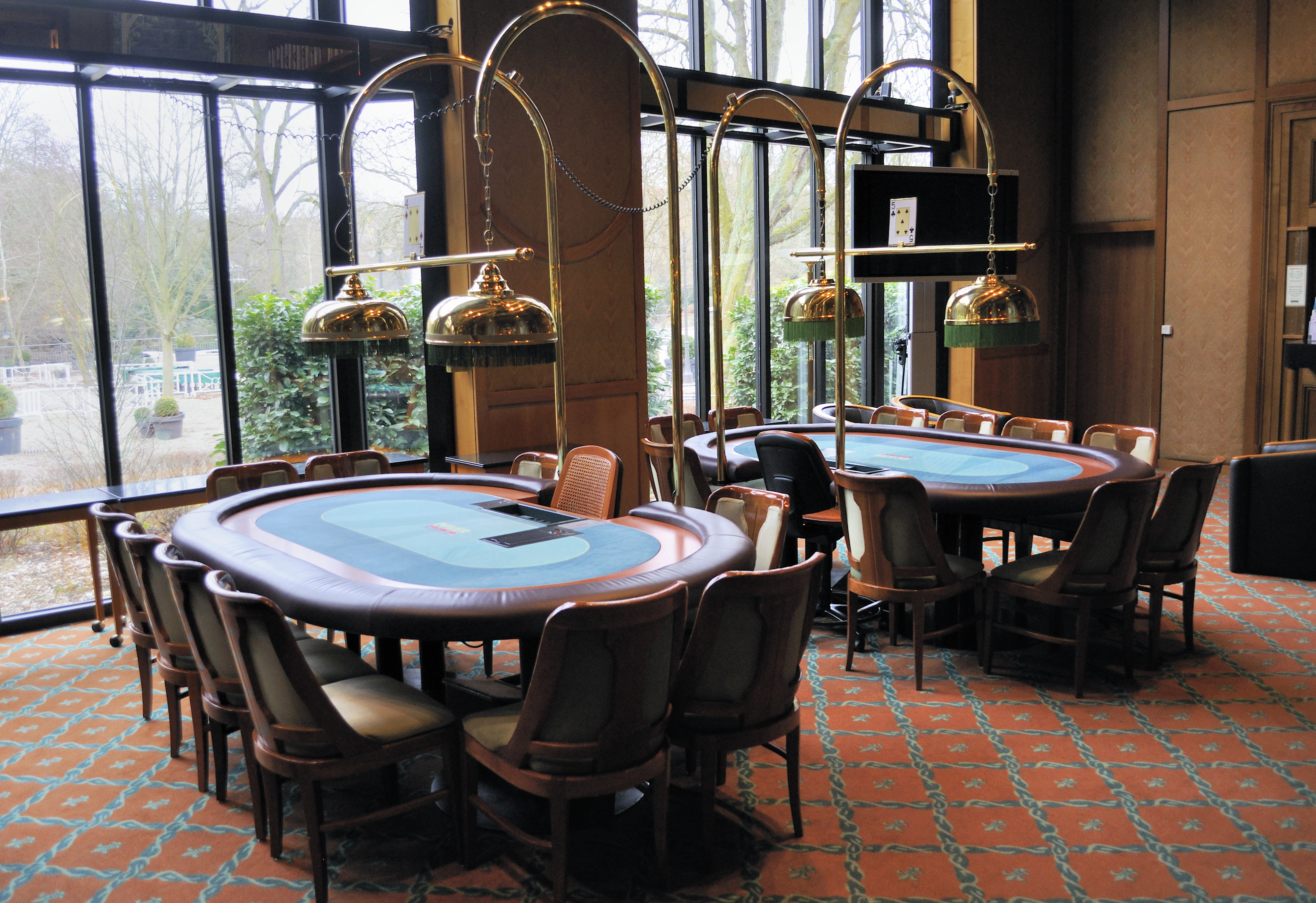
Pokertische in der Spielbank Wiesbaden

„Seven Card Stud Poker“ begann man 1993 aufzulegen. Im selben Jahr erreichte der Bruttoertrag 46,6 Millionen. Der Pachtvertrag wurde jeweils 2000, 2005 und dann 2009, diesmal mit 10-jähriger Laufzeit verlängert. Thomas Freiherr von Stenglin war 2004, bis zu seiner Entlassung Ende 2011, (Mit-)Direktor. Neuer Geschäftsführer wurde der vorher in Bad Homburg tätige Andreas Krautwald. Jährlich zählt die Spielbank ca. 200.000 Besucher.

## Spielangebot
Die Spielbank besteht aus dem Großen Spiel (Roulette, Black Jack, Poker), welches im ehemaligen Weinsaal des Kurhauses untergebracht ist, sowie dem Kleinen Spiel (Automatenspiel) in den angrenzenden Kurhauskolonnaden, die mit 129 m Länge die längste Säulenhalle Europas sind.
In der Spielbank Wiesbaden gibt es eine Besonderheit für das Roulette-Spiel, das Wiesbadener Super-Roulette.
Anfangs ebenfalls einmalig war die Roulette-Variante Roulite.